# Fageiella patellata
Fageiella patellata är en spindelart som först beskrevs av Kulczynski 1913.  Fageiella patellata ingår i släktet Fageiella och familjen täckvävarspindlar. Inga underarter finns listade i Catalogue of Life.